# ZST
ZST（ゼスト）は、日本の総合格闘技団体。総合格闘技及びグラップリングの王座認定活動を行っている。

## 概要
広報の上原譲など、2002年に活動を停止したリングスの元スタッフが中心となっている組織であり、参加している選手もリングスで活動していた選手が多い。CS放送の解説、実況も高柳謙一・熊久保英幸というリングス実況放送時と同じ面子で、試合ルールもリングスが採用していた「KOKルール」で基本的に行われる。組み技ルールのトーナメント「GT-F」や、総合格闘技の試合では極めて珍しいタッグ形式での試合も行われている。リングス創始者の前田日明がスーパーバイザーを務める総合格闘技イベントHERO'Sや、PRIDE武士道、立ち技のK-1 MAXにも選手を送り込んでいる。
主力選手では「ZST四兄弟」（長男：矢野卓見、二男：今成正和、三男：所英男、四男：小谷直之）が人気を博した。
2016年9月、それまで代表を務めていた上原譲が退任、桔川淳一が新代表となった。
2019年 総合格闘技団体の「ZST」が10月7日、都内で会見を開き、運営の新体制について発表した。桔川淳一が代表を退き、柳武見が新代表に就任し、これまでZST実行委員会として運営に参加していた勝村周一朗が改めてプロデューサーに就任。島津健と3人体制の新生ZST実行委員会で運営していくこととなった。。

## 歴史

### 旗揚げ
2002年9月22日のZST旗揚げ前に開催されたシュートボクシング後楽園大会が終了した後、シュートボクシング協会会長のシーザー武志とZST代表の日置幸輝との間で話し合いが行われ、シュートボクシング協会がZSTに協力することが決定した。
2002年11月23日に東京のディファ有明で、旗揚げ興行「THE BATTLE FIELD『ZST』旗揚げ大会」が開催された。旗揚げ興行のセミファイナルでは、総合格闘技の試合では極めて珍しいタッグマッチ（10分2R）の試合が組まれた。タッグマッチでは、矢野卓見と今成正和のタッグがレミギウス・モリカビュチスとミンダウガス・スタンコスのタッグと対戦。今成が1R（ラウンド）9分15秒にアンクルホールドでスタンコスを極めて1本目を先取すると、今成がさらにモリカビュチスを2R1分38秒に膝十時固めで極め2本目を奪取し、勝利した。

### ZST GP開催
2003年11月23日に東京のZepp Tokyoで16人トーナメントのZST GPの開幕戦「ZST GP 開幕戦」でトーナメント1回戦が行われた。なお、ZST GPの前座としてジェネシスライト級トーナメントの1回戦も同時に開催された。契約体重はライト級の65kg以上70kg未満で、優勝賞金は500万円だった。2004年1月11日に同じ場所で「ZST GP決勝大会」が開催された。ZST GPの前に、ジェネシスライト級トーナメントが行われ、櫛田雄二郎が判定3-0で内山貴博を下し優勝した。ZST GP本編は、マーカス・アウレリロが試合開始40秒で優勝した。これは、リッチ・クレメンティが序盤にアウレリロの右パンチを受けた際に左目を傷めタップアウトしたためである。

### GT-F開催
2004年3月7日に東京のスタジオドリームメーカーで、打撃一切無しのZST初グラップリングのワンデイトーナメント「ZSTフェザー級グラップリングトーナメント GT-F」を開催した。GT-Fとは、「Grappling Tournament - Featherweight（フェザー級）」の略称である。契約体重は60kg以上65kg未満で、優勝賞金は100万円、準優勝賞金は55万円だった。トーナメントは所英男が優勝し、準優勝は若林次郎であった。またこの興行では同時に「ジェネシス・フェザー級グラップリングトーナメント」も開催され、佐藤力が優勝、代官山剣Zが準優勝した。ジェネシスの場合は試合は全て5分1R（決勝のみ2R）で行われた。

### 初代王者認定
2007年10月7日に開催した「ZST.14」において初めてZST王者の認定を行った。試合はZST初代ウェルター級王者決定戦として5分無制限Rで行われ、パンクラス所属の内村洋次郎が竹田誠志をKOで下し、初代王者になった。この王者決定戦以前は、トーナメント優勝者にしかチャンピオンベルトを贈呈してこなかった。ただし、だからといって「ZSTによる純粋な王者認定は初」というのは誤りである。なぜなら、ZSTはGT-Fトーナメントで優勝した所英男のグラップリング王座をかけるタイトルマッチを、2005年11月23日の「ZST.8 旗揚げ3周年記念大会」にて行ったからである。「王座の防衛戦を行った」という事実から、所を一時的とはいえ正式なZSTの継続する王者として認定したといえる。ZSTはその後GT-F02というフェザー級のグラップリングトーナメントを開催していることから、ZSTのグラップリング王座は一時的なものなのか、それとも継続するものなのか曖昧な位置にある。

## ルール
ここではZSTの開催した大会で用いられたルールを掲載する。
- ZSTルール
ZSTの核となるルール。倒れた相手の顔面への攻撃は一切禁止であり、またクローズドガードの禁止、グローブ、上半身のラッシュガードの着脱の自由、パッドの着用による肘・膝攻撃の有無など、現在の総合格闘技界の中では極めて独特である。通常5分2R。延長になった場合は、3分1R行われる。ただしZST GPのような、複数の試合を1日でこなすようなトーナメント形式の大会では、決勝戦以外延長ラウンドはない[3]。
2014年8月のZST.42からタイトルマッチでの頭部へのパウンドが解禁され、2015年4月のZST.45から通常のZSTルールの試合でも頭部へのパウンドが解禁された[12]。
- グラップリングルール（GT-Fルール）
一切の打撃技が禁止。ZSTではポジショニングを重視せず、極めに行くほうを重視する為[8]、クロスガードやハーフで相手の片足をロックすること、クリンチ・ホールディング・胴絞めが禁止されている。また、手の探り合いやお見合い状態といった、消極的と解釈されるようなあらゆる動きもまた禁止されている。5分2R、インターバルは2分。トーナメント形式の大会の場合、決勝戦のみ3分1R、インターバル1分の延長戦が行われ、ドロー裁定も下すことが出来る。また、判定は3人のジャッジによるマストシステムが採用されている[9]。
- リングスルール
グラウンドポジションにおいて頭部へのパウンドが認められ、現在の総合格闘技の基本ルールにほぼ等しい。階級はネバダ州ルールにもとづいた区分けになっている。
ZSTルールの頭部へのパウンド解禁に伴い、ZSTルールに統合された[12]。

これより下のルールによる試合は、通常のZSTの興行では行われなかったり、もしくはごく稀にしか行われない。
- バーリトゥードルール（ZST VTルール）
オープンフィンガーグローブを着用する。グラウンド状態での、肘による上部からの打ち下ろし攻撃以外、全てのポジションでのあらゆる打撃技・投げ技・関節技が有効。それ以外は通常のZSTルールに準ずる。通常の総合格闘技ルールに極めて近い。1Rと2Rは5分、3R目のみ3分。判定無し[13]。
- スタンディングルール
立った状態での頭突き以外のあらゆる打撃技が有効。ただし、グラウンド状態でのあらゆる打撃、およびスタンド状態での投げ技・関節技は禁止。通常のキックボクシングで着用されるグローブの代わりにオープンフィンガーグローブを着用。2ノックダウン制で、全ラウンドを通し、ダウンは1度だけ認められる。2度目のダウンを喫した時点でKOが宣告される。1Rと2Rは5分、3R目のみ3分。時間切れの場合、ダウン数でのみ判定され、ジャッジによるスコア判定は無い[13]。
- 旧リングスルール
ZSTの前身であるリングスのルールをベースにしている。レガースとニーパットを着用するが、グローブの着用は禁止。打撃は掌底による顔面攻撃のみが有効。ダウンまたはロープエスケープのどちらかを1度だけ認められる。時間切れの場合はロストポイント数のみで判定され、ジャッジによるスコア判定は無い。15分一本勝負である[13]。
- RXルール
旧リングスルールを基にしている。レガースを着用するが、グローブの着用は禁止。また、拳による顔面や頭部への打撃は禁止。時間切れの場合はポイントを奪った選手の勝ち。ダウンやロープエスケープが1度まで認められるが、それぞれ1ロストポイント与えられる。さらにイエローカード2枚でも1ロストポイントが与えられる。10分または15分一本勝負[14]。
- SB-Xルール
シュートボクシングとの交流戦で用いられたルール。ボクシンググローブを着用する。顔面へのパンチと蹴り、投げ技、立った状態での関節技は有効。3分2R。ただし判定決着は無し。時間切れになった時点で引き分けとなる[15]。

## 興行
ZSTは様々な名称を冠した興行を開催している。ここでは今までに開催されたシリーズものの興行の名前を掲載する。
- ZST
定期的に開催されているZSTのメイン興行。通常はZSTルールの試合を中心に開催される。
- ZST GP
KOKルールによるトーナメント大会。2回の興行に分けて行われる。いままでにライト級とフェザー級で2度開催された。
- BATTLE HAZARD
通常のZSTの大会では行われないルールの試合を中心とした興行。
- GT-F
グラップリングルールのよるトーナメント大会。2006年5月27日の興行以降、開催されていない。
- GENESIS
ZSTやBATTLE HAZARDといったメインの試合の前に行われるオープニングマッチまたは前座試合。新人のプロ選手のために組まれる。
- SWAT!
GENESISの試合に出場している選手を中心にした大会。この興行では、毎年「ジェネシストーナメント」が複数の階級で開催されている。ジェネシストーナメントとはZSTの事実上の新人王トーナメントである。
- PRE STAGE
ZSTが開催するアマチュアグラップリングの大会。打撃ありのルールの試合も行われている。

## 階級
ZSTはフライ級からアブソリュート級までの11階級を設置している。ZST発足時にはフライ級はまだなく、バンタム級が60kg未満級で最軽量級だった。
| 階級名称         | 体重              |
| ---------------- | ----------------- |
| アブソリュート級 | 無差別            |
| スーパーヘビー級 | 105kg以上         |
| ヘビー級         | 95kg以上105kg未満 |
| クルーザー級     | 85kg以上95kg未満  |
| ライトヘビー級   | 80kg以上85kg未満  |
| ミドル級         | 75kg以上80kg未満  |
| ウェルター級     | 70kg以上75kg未満  |
| ライト級         | 65kg以上70kg未満  |
| フェザー級       | 60kg以上65kg未満  |
| バンタム級       | 55kg以上60kg未満  |
| フライ級         | 55kg未満          |

## 参戦選手
- 稲津航
- 今成正和
- エリカス・ペトライティス
- 大石真丈
- 勝村周一朗
- 金原正徳
- ケスタティス・スミルノヴァス
- 小谷直之
- 佐東伸哉
- シバター
- 渋谷修身
- 清水俊一
- 田沼良介
- ダリウス・スクリアウディス
- 所英男
- 永田克彦
- 中村大介
- バレット・ヨシダ
- 藤原敬典
- 矢野卓見
- 山田哲也
- リッチ・クレメンティ
- レミギウス・モリカビュチス
- 小金翔

## ZSTガールズ
ZST旗揚げ当初より大会に華を添える歴代ラウンドガールが存在する。
|       | 名前                 | 生年月日               | 出身地 | デビュー日 | 大会名           | 卒業日     | 大会名                    | 備考                         |
| ----- | -------------------- | ---------------------- | ------ | ---------- | ---------------- | ---------- | ------------------------- | ---------------------------- |
| 初代  | 森由理香             | 1984年1月23日（41歳）  | 東京   | 2002.11.23 | ZST1 旗揚げ大会  | 2003.9.7   | ZST4                      |                              |
| 初代  | 安田樹里             | 1983年12月3日（41歳）  | 東京   | 2002.11.23 | ZST1 旗揚げ大会  | 2003.9.7   | ZST4                      |                              |
| 初代  | 郷内妙子             | 1979年5月23日（46歳）  |        | 2002.11.23 | ZST1 旗揚げ大会  | 2003.9.7   | ZST4                      |                              |
| 初代  | 堀江美希             | ????年6月1日           | 東京   | 2002.11.23 | ZST1 旗揚げ大会  | 2003.9.7   | ZST4                      |                              |
| 2代   | 尾藤ゆう(尾藤祐子)   | 1981年11月22日（43歳） | 岐阜   | 2003.11.23 | ZST GP開幕戦     | 2005.1.23  | ZST-GP2ファイナルステージ |                              |
| 2代   | 遠藤舞               | 1977年11月20日（47歳） |        | 2003.11.23 | ZST GP開幕戦     | 2005.1.23  | ZST-GP2ファイナルステージ |                              |
| 2代   | 梨本千景             | 1981年12月19日（43歳） | 山梨   | 2003.11.23 | ZST GP開幕戦     | 2005.1.23  | ZST-GP2ファイナルステージ |                              |
| 2,3代 | 小野寺愛             | 1984年8月31日（40歳）  | 神奈川 | 2003.11.23 | ZST GP開幕戦     | 2006.5.27  | GT-F2                     |                              |
| 3,4代 | 吉田早希             | 1988年6月7日（37歳）   | 東京   | 2005.5.3   | ZST7             | 2007.6.10  | ZST13                     |                              |
| 4代   | 佐藤けいこ(佐藤恵子) | 1984年11月9日（40歳）  | 東京   | 2006.9.10  | ZST10            | 2009.1.25  | ZST19                     |                              |
|       | 石原周子             | 1984年10月10日（40歳） | 広島   | 2008.11.23 | ZST18            | 2010.4.8   | ZST24                     |                              |
|       | 長谷川レイ           | 1986年1月10日（39歳）  | 大阪   | 2008.11.23 | ZST18            | 2010.4.8   | ZST24                     |                              |
|       | 采女華               | 1990年2月26日（35歳）  | 神奈川 | 2008.11.23 | ZST18            | 2012.11.23 | ZST33                     |                              |
|       | 越川ゆうき(越川友貴) | 1993年2月22日（32歳）  | 千葉   | 2010.7.3   | BATTLE HAZARD 04 | 2012.11.23 | ZST33                     |                              |
|       | 富家由梨(渋谷果歩)   | 1987年2月23日（38歳）  | 東京   | 2010.7.3   | BATTLE HAZARD 04 | 2011.2.6   | ZST27                     | 渋谷名義では 1991.5.20生まれ |
|       | 上杉彩               | ????年??月??日         |        | 2013.2.11  | ZST34            |            |                           | ZST34のみ出演                |
|       | 羽生麻里             | 1985年12月12日（39歳） | 東京   | 2013.4.7   | ZST35            | 2015.2.22  | ZST44                     | 漫画家                       |
|       | 足利美弥             | 1989年10月29日（35歳） | 栃木   | 2015.4.12  | ZST45            | 2015.11.23 | ZST49                     | 足利尊氏の末裔               |
|       | 尾崎礼香             | 1990年6月6日（35歳）   | 大阪   | 2015.4.12  | ZST45            | 2017.2.24  | ZST55                     | ミスFLASH2014                |
|       | 西原啓子             | 1987年6月24日（38歳）  | 大阪   | 2016.4.17  | ZST50            |            |                           |                              |
|       | 安藤ひろこ           | ????年6月8日           | 宮崎   | 2017.2.24  | ZST55            |            |                           |                              |
|       | 伊藤しほ乃           | 1988年11月10日（36歳） | 東京   | 2017.2.24  | ZST55            | 2017.11.25 | ZST58                     |                              |
|       | 箕月ゆい             | 1988年6月9日（37歳）   | 大阪   | 2018.3.17  | ZST59            |            |                           |                              |